# Damaget (poeta)
Damaget (en llatí Damagetus, en grec Δαμάγητος) va ser un poeta grec autor de tretze epigrames que inclou l'Antologia grega.
Pel contingut dels seus poemes se'l situa al segle III aC. Estava inclòs també a la Garlanda de Meleagre. Esteve de Bizanci menciona un poeta amb un nom similar, Demagetus, però es desconeix si és el mateix.